# Berthold Deimling
Berthold von Deimling, född 21 mars 1853 i Karlsruhe, död 3 februari 1944 i Baden-Baden, var en tysk militär och politiker.
Deimling blev officer vid infanteriet 1872, överste och regementschef 1902, generalmajor 1907, general vid infanteriet och fick avsked 1917. Under sin första officerstid tjänstgjorde Deimling främst i generalstaben, men var 1904-1905 chef för ett artilleriregemente i Tyska Sydvästfarika, adlades 1905 och kuvade som chef för de tyska skyddstrupperna hereroupproret 1906-1907. Han återvände därefter till Tyskland och var 1913-1917 chef för 15:e armékåren. Efter första världskriget ägnade sig Deimling främst åt politik och var 1924 en av stiftarna av den republikanska sammanslutningen Reichsbanner Schwarz-Rot-Gold.